# San Vincenzo (Italia)
San Vincenzo è un comune italiano di 6 332 abitanti della provincia di Livorno in Toscana.

## Geografia fisica

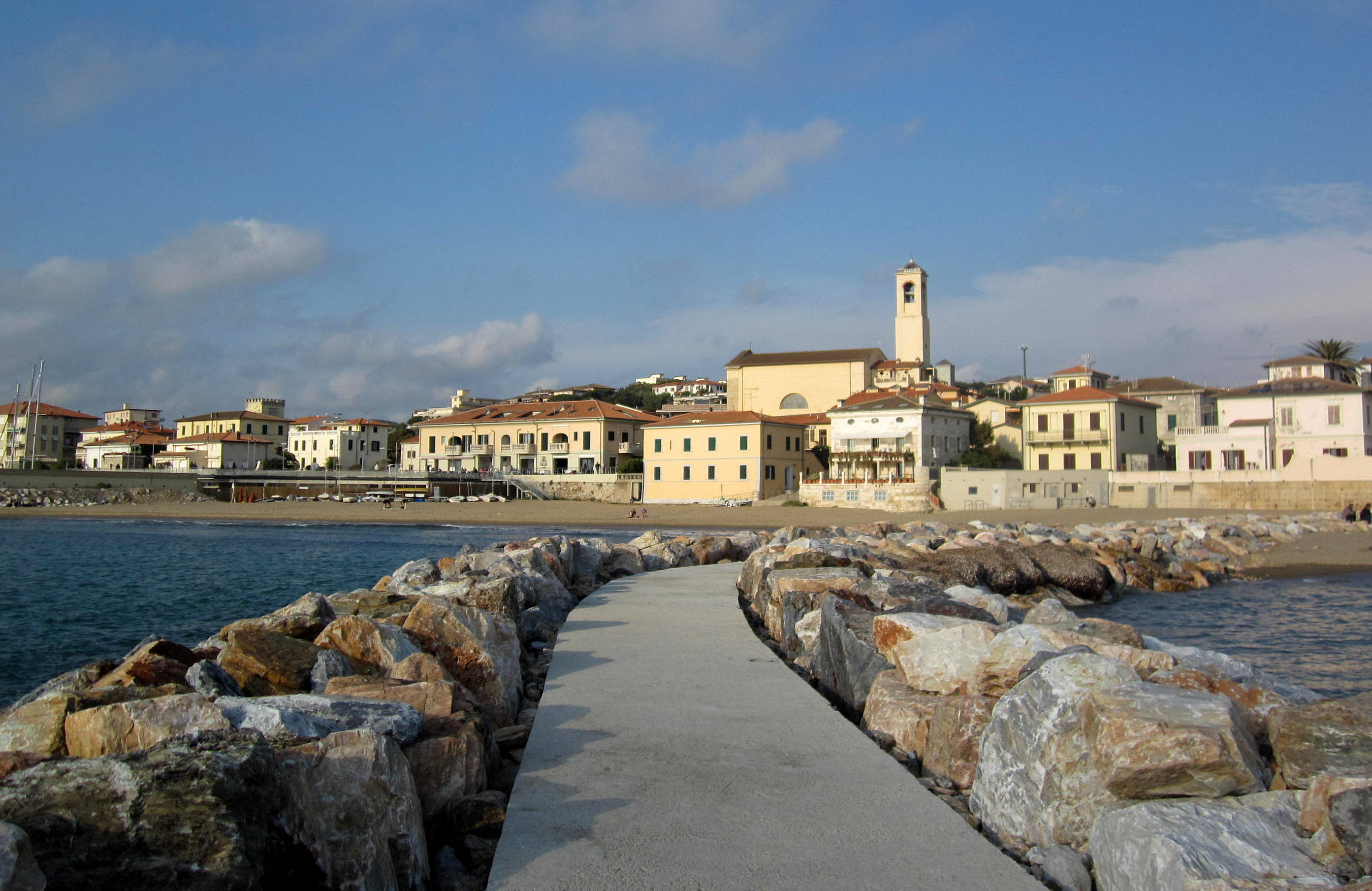
Veduta di San Vincenzo dal mare

San Vincenzo è situato sul mar  Ligure, nel tratto di costa meridionale della provincia di Livorno, che prende il nome di Costa degli Etruschi e che si estende dal capoluogo fino a Piombino. Ubicato nella Maremma livornese ovvero la storica Maremma pisana, è delimitato a nord dal comune di Castagneto Carducci e a sud dal Parco costiero di Rimigliano e dal comune di Piombino.
Nel suo entroterra si estende la Val di Cornia.
- Classificazione sismica: zona 4 (sismicità molto bassa)[5]
- Classificazione climatica: zona C, 1051 GR/G
- Diffusività atmosferica: alta, Ibimet CNR 2002

| San Vincenzo (porto) | Gen  | Feb  | Mar  | Apr  | Mag  | Giu  | Lug  | Ago  | Set  | Ott  | Nov  | Dic  |
| -------------------- | ---- | ---- | ---- | ---- | ---- | ---- | ---- | ---- | ---- | ---- | ---- | ---- |
| T. max. media (°C)   | 11,9 | 12,3 | 15,1 | 18,3 | 21,9 | 25,2 | 28,0 | 28,1 | 25,4 | 21,3 | 16,9 | 12,8 |
| T. min. media (°C)   | 6,7  | 6,9  | 9,1  | 12,3 | 15,6 | 18,7 | 21,2 | 21,4 | 18,8 | 15,0 | 11,3 | 7,9  |

## Storia

### Dall'antichità all'Unità d'Italia
Antichi studi hanno rilevato che San Vincenzo fu abitato fin da età antichissima; infatti le prime tracce di presenza umana risalgono al periodo paleolitico, ciò favorito dalla posizione tra le Colline Metallifere e i fiumi Cecina e Cornia.
Il toponimo è attestato per la prima volta nel 1285 con il nome di Torre di San Vincenzo, dal nome di una torre costiera costruita dai pisani, tutt'oggi esistente e di proprietà comunale. La torre faceva parte di una serie di fortificazioni costiere e vedette dislocate sul territorio, costruite al fine di proteggere questi luoghi dagli attacchi dei saraceni. Sembra che questa torre prendesse a sua volta nome da una chiesa intitolata a San Vincenzo posta nelle vicinanze.
La posizione strategica del paese non sfuggì agli Etruschi, che la popolarono intensamente, sia per la vicinanza con Populonia, conosciuta a quel tempo come Lucumonia, sia per la presenza di minerali e grandi foreste, tra il IX secolo a.C. e il V secolo a.C., fu infatti il fulcro di un'intensa attività mineraria.
Successivamente, fu conquistata dai Romani, i quali vi fecero passare la Via Aurelia, e molto probabilmente vi costruirono un villaggio ed un approdo.
I Longobardi nuovi signori della Toscana costruirono, su un’imponente collina, il Castello di Biserno (in prossimità delle attuali cave di San Carlo) sotto la proprietà di un ramo della famiglia dei Della Gherardesca.
La costruzione della Torre Costiera fu opera come già detto della Repubblica di Pisa, tale costruzione, dette il via alla formazione del primo agglomerato abitato di pescatori.
Nel 1304 il castello di Biserno fu parzialmente distrutto a causa di contrasti di potere all'interno della famiglia pisana dei della Gherardesca.
Nel 1406, a seguito della caduta di Pisa, la comunità passò sotto il dominio fiorentino ed era parte del Comune di Campiglia Marittima.
Ma le spinte indipendentiste pisane per i fasti della repubblica marinara non si erano sopite e tra il 1494 e il 1509 Pisa si ribellò più volte a Firenze così da venir presidiata da truppe fiorentine.
Pertanto, in questo clima di rigurgiti identitari avvenne una delle battaglie più importanti della storia toscana del Cinquecento; infatti, fu proprio presso la locale torre costiera che ebbe luogo, il 17 agosto 1505, la "Battaglia di San Vincenzo", tra fiorentini e pisani.
Le milizie fiorentine, comandate dal condottiero Ercole Bentivoglio, sconfissero un esercito di uomini d'arme e di ventura comandato da Bartolomeo d'Alviano e sostenuto dai senesi, accorso in aiuto dei ribelli pisani.
L'episodio storico venne immortalato dal Vasari ne La Sconfitta dei pisani a San Vincenzo, del 1567, particolare dell'affresco del Salone dei Cinquecento di Palazzo Vecchio a Firenze, facente parte di un ciclo pittorico sulle gesta della famiglia Medici.
A seguito di ciò le sorti di San Vincenzo seguiranno quelle del Granducato di Toscana fino all'Unità d'Italia. In questo contesto, l'effettiva nascita del paese in tempi moderni può essere ascritta alla prima metà del secolo XVIII, in seguito alla costruzione sull'allora denominata Via Regio Emilia di una stazione di posta con cambio dei cavalli e annesso albergo, voluti, eretti e gestiti da Antonio Benvenuti, al quale venne dedicata una piazza del paese. Sempre per sua iniziativa, sorsero sulla via Regio Emilia, asse principale del nascente paese, altri edifici, ma anche opere di carattere sociale come la fonte pubblica, il camposanto realizzato su un'area appositamente donata a questo scopo dal Benvenuti con atto del 16 marzo 1878 e la chiesa finanziata in gran parte dal granduca ma con partecipazione delle famiglie locali più abbienti. Nell'albergo soggiornò più volte il Granduca di Toscana Leopoldo II e il di lui figlio Ferdinando accompagnato da membri della corte. In seguito a questo fausto evento l'albergo fu dichiarato Imperiale e Reale, come ricordato da una lapide commemorativa sul fronte del palazzo.

### Secondo dopoguerra
San Vincenzo è divenuto comune autonomo e indipendente da Campiglia Marittima nell'anno 1949, con decreto del presidente della Repubblica n. 414 del 3 giugno 1949. Nel 1949 venne eletto come primo sindaco di San Vincenzo Osvaldo Mischi, al quale è stata recentemente intitolata la piazza prospiciente il municipio.

### Simboli
Lo stemma e il gonfalone sono stati concessi con DPR del 30 maggio 1953.
Stemma
Gonfalone

## Monumenti e luoghi d'interesse

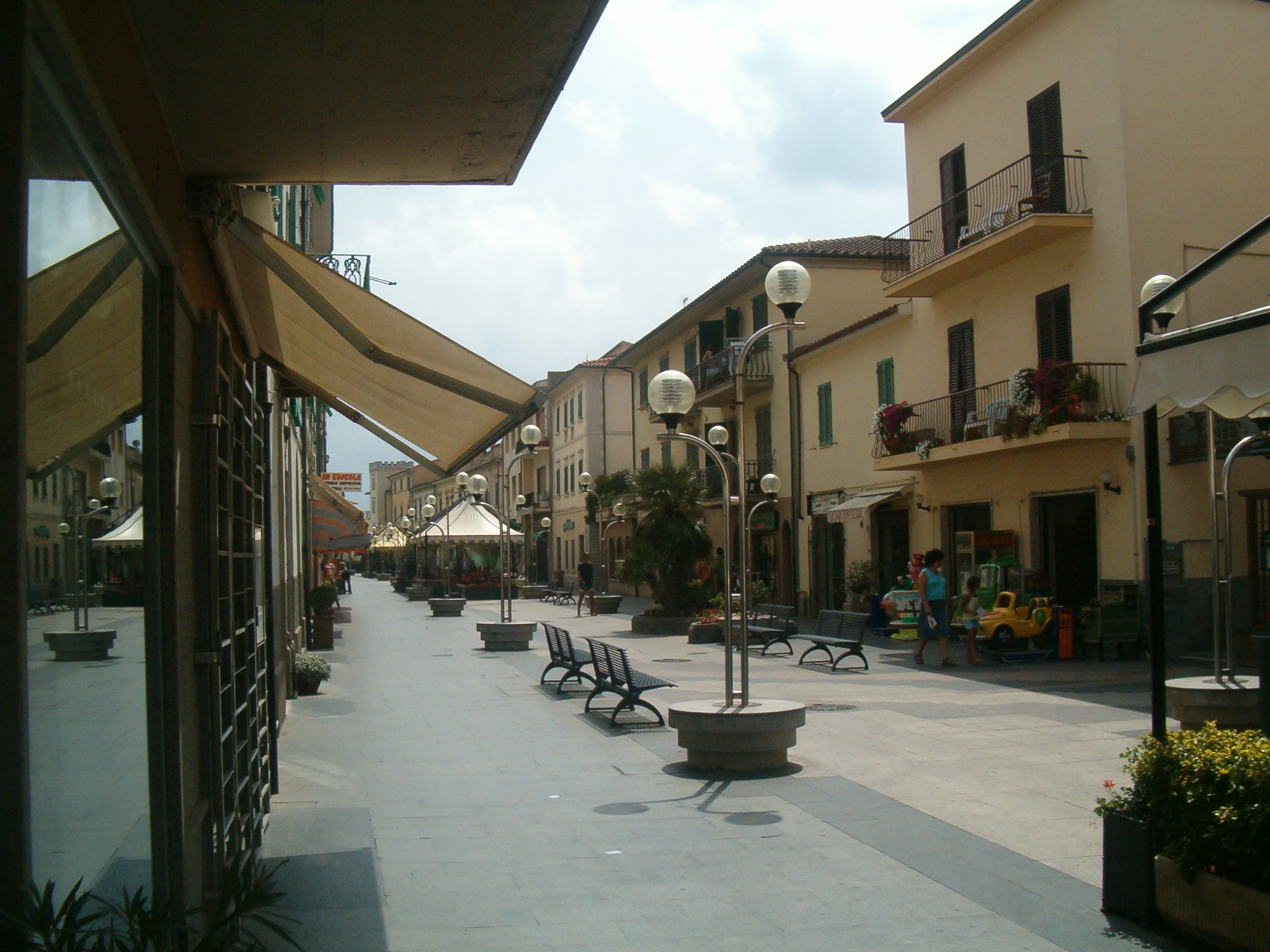
Vista del corso principale del paese

- Parco naturale costiero di Rimigliano
- Chiesa di San Vincenzo Ferrer
- Torre di San Vincenzo
- Torre Vecchia
- Torre Nuova

## Società

### Evoluzione demografica
Abitanti censiti

### Etnie e minoranze straniere
Al 31 dicembre 2023 la popolazione straniera è di 563 persone, pari al 7,93% della popolazione

## Economia
San Vincenzo è un centro turistico-balneare. Ha ricevuto la sua prima Bandiera Blu nel 2006, il premio è stato confermato anche negli anni successivi (2007, 2008, 2009, 2010, 2011, 2012, 2013). 
È inoltre presente da anni, nella frazione di San Carlo, un'ampia cava di proprietà della multinazionale Solvay Group, con impianti principali nei paesi limitrofi. Il materiale di scavo era portato a valle tramite una teleferica oggi dismessa, fino a un silo di stoccaggio nei pressi della ferrovia, progettato negli anni 1925-29 circa dal giovane Pier Luigi Nervi.

## Amministrazione

Il gonfalone comunale

Di seguito è presentata una tabella relativa alle amministrazioni che si sono succedute in questo comune.
| Periodo        | Periodo        | Primo cittadino        | Partito                            | Carica                    | Note   |
| -------------- | -------------- | ---------------------- | ---------------------------------- | ------------------------- | ------ |
| 10 giugno 1989 | 31 luglio 1990 | Carlo Roventini        | Partito Comunista Italiano         | Sindaco                   | [ 11 ] |
| 31 luglio 1990 | 24 aprile 1995 | Carlo Roventini        | Partito Comunista Italiano         | Sindaco                   | [ 11 ] |
| 24 aprile 1995 | 14 giugno 1999 | Carlo Roventini        | centro-sinistra                    | Sindaco                   | [ 11 ] |
| 14 giugno 1999 | 14 giugno 2004 | Carlo Roventini        | centro-sinistra                    | Sindaco                   | [ 11 ] |
| 14 giugno 2004 | 8 giugno 2009  | Michele Biagi          | lista civica                       | Sindaco                   | [ 11 ] |
| 8 giugno 2009  | 26 maggio 2014 | Michele Biagi          | lista civica Michele Biagi sindaco | Sindaco                   | [ 11 ] |
| 26 maggio 2014 | 1º aprile 2021 | Alessandro Bandini     | lista civica San Vincenzo c'è      | Sindaco                   | [ 11 ] |
| 20 aprile 2021 | 3 ottobre 2021 | Salvatore Parascandola | -                                  | commissario straordinario | [ 11 ] |
| 4 ottobre 2021 | in carica      | Paolo Riccucci         | lista civica Officina San Vincenzo | Sindaco                   | [ 11 ] |

### Gemellaggi
- Guanabo
- Pfarrkirchen
- Saint-Maximin-la-Sainte-Baume

## Sport
Il paese è stato arrivo e partenza del Giro d'Italia nel 1971, delle tappe Orvieto – San Vincenzo, vinta da Felice Gimondi, e San Vincenzo – Casciana Terme e arrivo della 9ª tappa (Civitavecchia – San Vincenzo) del Giro d'Italia nel 2008 vinta da Daniele Bennati.
La manifestazione sportiva Palio della Costa Etrusca si svolge annualmente durante il lunedì dell'Angelo.